# پیشگیر برمی شعله
پیشگیر برمی شعله (BFR) یا برم ضدحریق ترکیب‌های آلی از برم اند که دارای توان بازدارندگی آتش‌سوزی گرفتن مواد آلی اند. در میان پیشگیرنده‌های شعله که به صورت تجاری داد و ستد می‌شود، نوع برمی دارای گستردگی بیشتری است. از پیشگیرندهٔ برمی بیشتر در محصول‌های الکترونیکی به عنوان ابزاری در کاهش آتش پذیری محصول استفاده می‌شود.

## انواع ترکیب
پیشگیرنده‌های برمی فراوانی تولید می‌شود که هر یک دارای ویژگی‌های شیمیایی خاص خود است:
- دی‌فنیل اترهای پلی‌برمی (PBDE): دکابرمو دی‌فنیل اتر، اوکتابرمو دی فنیل اتر (دیگر تولید نمی‌شود)، پنتابرمودی‌فنیل اتر (نخستین پیشگیرندهٔ برمی شعله که در دههٔ ۱۹۵۰ تجاری شد و دیگر تولید نمی‌شود.)
- بی‌فنیل‌های پلی‌برمی (PBB): دیگر تولید نمی‌شود.
- سیکلوهیدروکربن‌های برمی.

## کاربرد
صنعت الکترونیک بزرگترین مصرف کنندهٔ پیشگیرندهٔ برمی شعله است. چهار کاربرد اصلی آن‌ها عبارت است از: فیبر مدار چاپی، در اجزایی مانند اتصالات، در روکش‌های پلاستیکی و در کابل‌ها. پیشگیرنده‌های برمی شعله در ابزارهای دیگری مانند تلویزیون، فرش، بالش، رنگ و کاربردهای خانگی بویژه در آشپزخانه کاربرد دارند.